# Radin
Radin je priimek v Sloveniji in tujini. Po podatkih Statističnega urada Republike Slovenije je na dan 1. januarja 2011 v Slovenjiji uporabljalo ta priimek 110 oseb.  

## Znani slovenski nosilci priimka
- Igor Radin (1938—2014), hokejist in veslač
- Ivo Radin, pevec zabavne glasbe
- Milan Radin (1902—1990), arhitekt, predavatelj opisne geometrije na FA
- Silvano Radin (*1955), morski ribič, politični aktivist

## Znani tuji nosilci priimka
- Furio Radin (*1950), hrvaški istrski politik, saborski poslanec z najdaljšim stažem
- Helena Štimac-Radin (*1959), hrvaška državna funkcionarka, direktorica Urada Vlade RH za enakopravnost spolov

- Paul Radin (1883—1959), poljsko-ameriški antropolog